# Pristurus somalicus
Pristurus somalicus — вид геконоподібних ящірок родини Sphaerodactylidae. Мешкає на Сомалійському півострові.

## Поширення і екологія
Pristurus somalicus мешкають на півночі Сомалі, а також в сусідніх районах на північному сході Ефіопії. Вони живуть на кам'янистих рівнинах, де рослинність відсутня, трапляються на піщшаних рівнинах. Живляться мурахами.